# Галяво
Галяво (укр. Галяве) — село в Кизловском сельском совете Чернухинского района Полтавской области Украины.
Код КОАТУУ — 5325181705. Население по переписи 2001 года составляло 502 человека.

## Географическое положение
Село Галяво находится в 2-х км от правого берега реки Многа,
между сёлами Кизловка и Пацалы (0,5 км).
По селу протекает пересыхающий ручей с запрудой.
Через село проходит автомобильная дорога Р-60.

## Экономика
- Межхозяйственный комбикормовый завод.
- ООО «Чорнухинский МКЗ».
- Чернухинский держагролесхоз.

## Объекты социальной сферы
- Школа.
- Детский сад.
- Клуб.

## Достопримечательности
- Братская могила советских воинов.